# Диоцез Лапуа

Герб диоцеза Лапуа

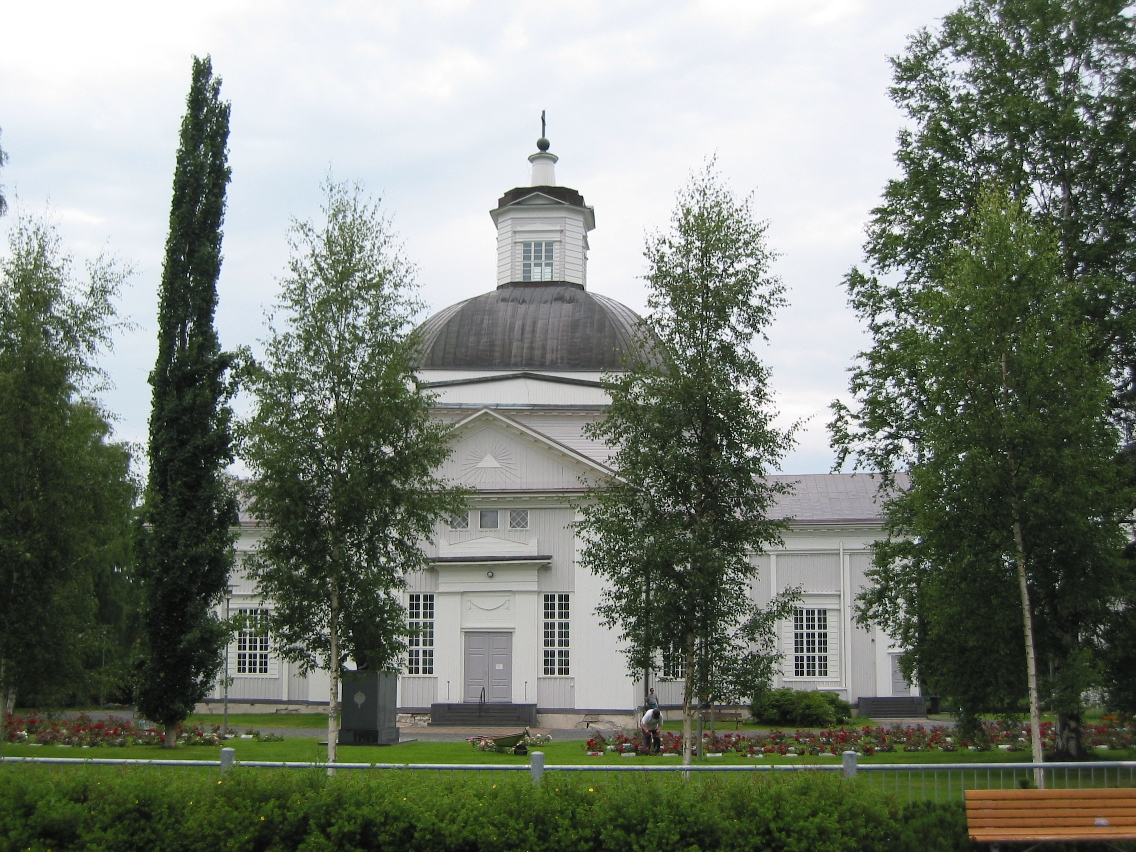
Собор Лапуа

Диоцез Лапуа (фин. Lapuan hiippakunta) — один из девяти диоцезов Евангелическо-лютеранской церкви Финляндии. Создан в 1956 году.
После создания диоцеза кафедральным собором стала церковь Лапуа, построенная в 1827 году по проекту архитектора Карла Людвига Энгеля.

## Структура
Диоцез состоит из 47 приходов, объединённых в 7 пробств.
- Пробство Исокюрё
- Пробство Каухайоки
- Пробство Паркано
- Пробство Северо-Центральной Финляндии
- Пробство Ювяскюля
- Пробство Южной Похьянмаа
- Пробство Ярви Похьянмаа

## Епископы
- 1959—1974 — Эеро Лехтинен[фин.]
- 1974—1995 — Юрьё Сариола[фин.]
- 1995—2004 — Йорма Лаулайя[фин.]
- 2004—н. в. — Симо Пеура[фин.]